# Ornithogalum corsicum
Ornithogalum corsicum Jord. & Fourr. è una pianta appartenente alla famiglia delle Asparagacee.

## Descrizione

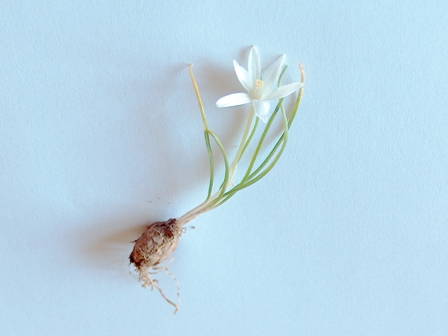
Preparato botanico di Ornithogalum corsicum

### Portamento
Pianta erbacea bulbosa.

### Foglie
Le foglie sono filiformi, larghe 2–6 mm, allungate e scanalate.

### Fiori
I fiori, che compaiono tra marzo e aprile, sono grandi, peduncolati, di colore bianco e con sottili venature verdi.

### Radici
Bulbo totalmente privo di bulbilli.

## Distribuzione e habitat
La specie ha un areale ristretto alla Corsica e alla Sardegna.
Vegeta nei luoghi erbosi, i pascoli aridi e i campi incolti.